# KZ Hohnstein

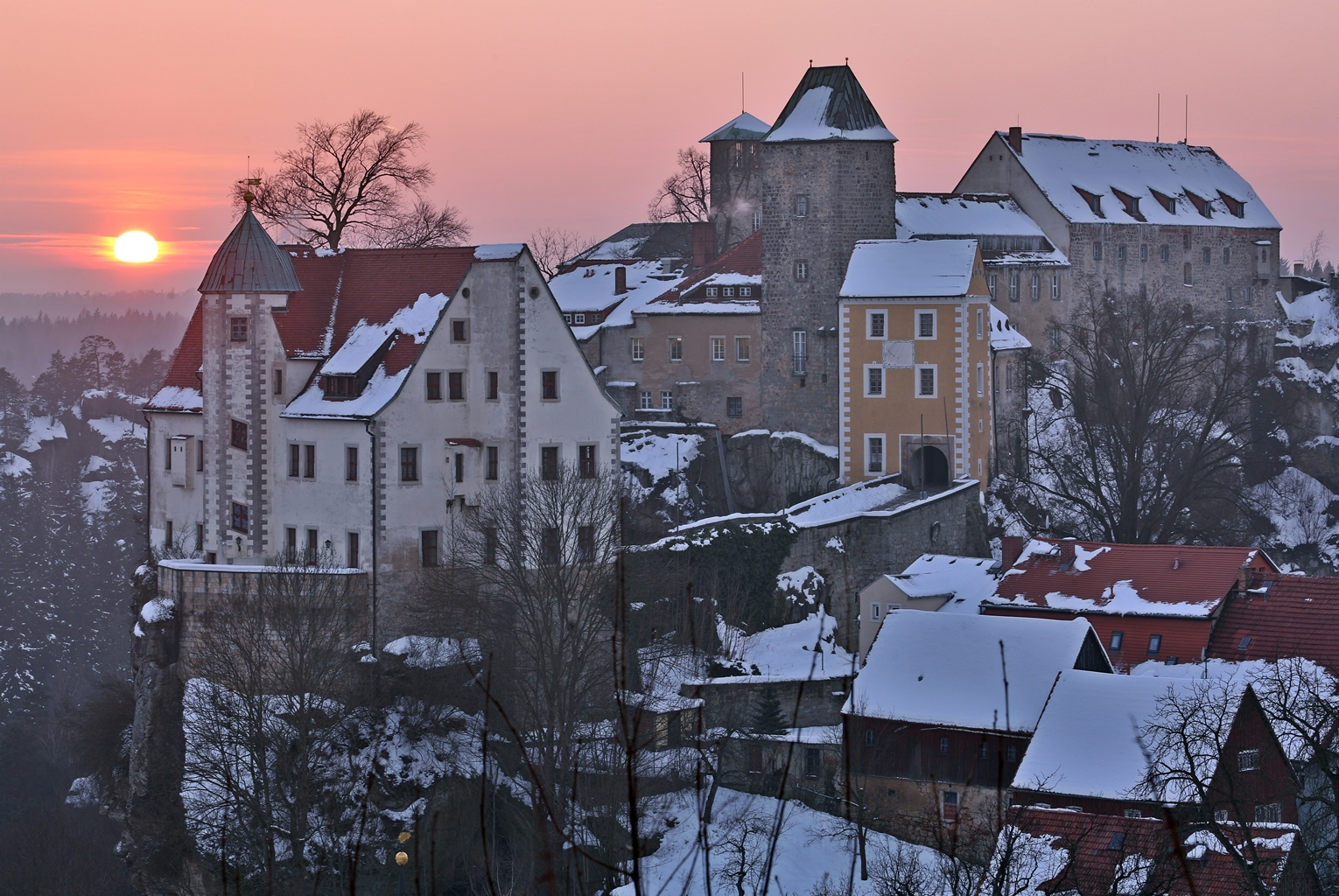
Die Burg Hohnstein

Das Konzentrationslager Hohnstein (KZ Hohnstein) war ein sogenanntes „frühes Konzentrationslager“ in Hohnstein in der Sächsischen Schweiz von März 1933 bis August 1934. Von 1939 bis 1940 wurde es als Offiziersgefängnis Oflag IV-A genutzt.

## Geschichte
Am 8. März 1933 besetzten SA-Leute des Sturmes 5/100 die Jugendburg Hohnstein und funktionierten sie in ein Konzentrationslager um. Ab dem 14. März kamen die ersten Gefangenen in das Lager. Bei den Inhaftierten handelte es sich meist um NS-Gegner – größtenteils Kommunisten, Sozialdemokraten, Gewerkschafter – und andere dem Nationalsozialismus Missliebige aus dem Großraum Dresden, so 17 Zeugen Jehovas. Es waren aber auch etwa 400 Jugendliche auf der Burg inhaftiert.
Bis August 1934 wurden ungefähr 5.600 Menschen nach Hohnstein verschleppt. Die Bewachung erfolgte durch Angehörige des Pirnaer SA-Sturmes 177. Die Gefangenen wurden im Steinbruch Heeselicht (bei Stolpen) zu schwerster Zwangsarbeit eingesetzt. Hier starben mehrere Häftlinge an den Folgen der Peinigung durch SA-Angehörige, einige nahmen sich das Leben. Insgesamt gab es ca. 40 Todesopfer. Teilweise wurden Häftlinge des KZs bei öffentlichen Bauten zur Zwangsarbeit verpflichtet, so auch beim Bau des nahen Deutschlandrings, eine der ersten Rennstrecken Deutschlands, als Häftlinge zum Ausbau der Serpentinen auf der Wartenbergstraße gezwungen wurden. Nach der Entmachtung der SA im Zuge des angeblichen Röhmputsches übernahmen am 30. Juni 1934 Angehörige der SS unter Leitung des SS-Hauptsturmführers Karl Otto Koch die Bewachung. Sie brachten gleich einige gefangengesetzte SA-Führer im Lager unter, so unter anderem den abgesetzten Ministerpräsidenten und SA-Obergruppenführer Manfred von Killinger. Das Lager wurde am 25. August 1934 aufgelöst. Viele der Häftlinge wurden in das KZ Sachsenburg verlegt.
Am 1. Oktober 1939 wurde das Gefängnis als Offizierslager Oflag IV-A wieder eröffnet. Bis Ende 1940 wurden hier polnische, französische und niederländische Offiziere inhaftiert. Bekannte Häftlinge waren unter anderen Juliusz Rómmel, Tadeusz Kutrzeba und Henryk Sucharski.

## Prozesse
In den frühen Jahren der NS-Zeit nahmen einzelne Staatsanwälte und Richter ihre Strafverfolgungspflichten noch wahr: 1935 standen die SA-Wachen vor Gericht und wurden am 15. Mai 1935 in Dresden wegen „gemeinschaftlicher Körperverletzung im Amt“ verurteilt. Wegen „Körperverletzung im Amte in Tateinheit mit deren Duldung“ kam es zu teils 6-jährigen Gefängnisstrafen. Jedoch begnadigte Hitler sie daraufhin persönlich.
Nach Kriegsende fanden die sogenannten Hohnstein-Prozesse statt. Mehrere dort Verurteilte wurden später vom Ministerium für Staatssicherheit der ehemaligen DDR als Inoffizielle Mitarbeiter angeworben.

## Bekannte Häftlinge

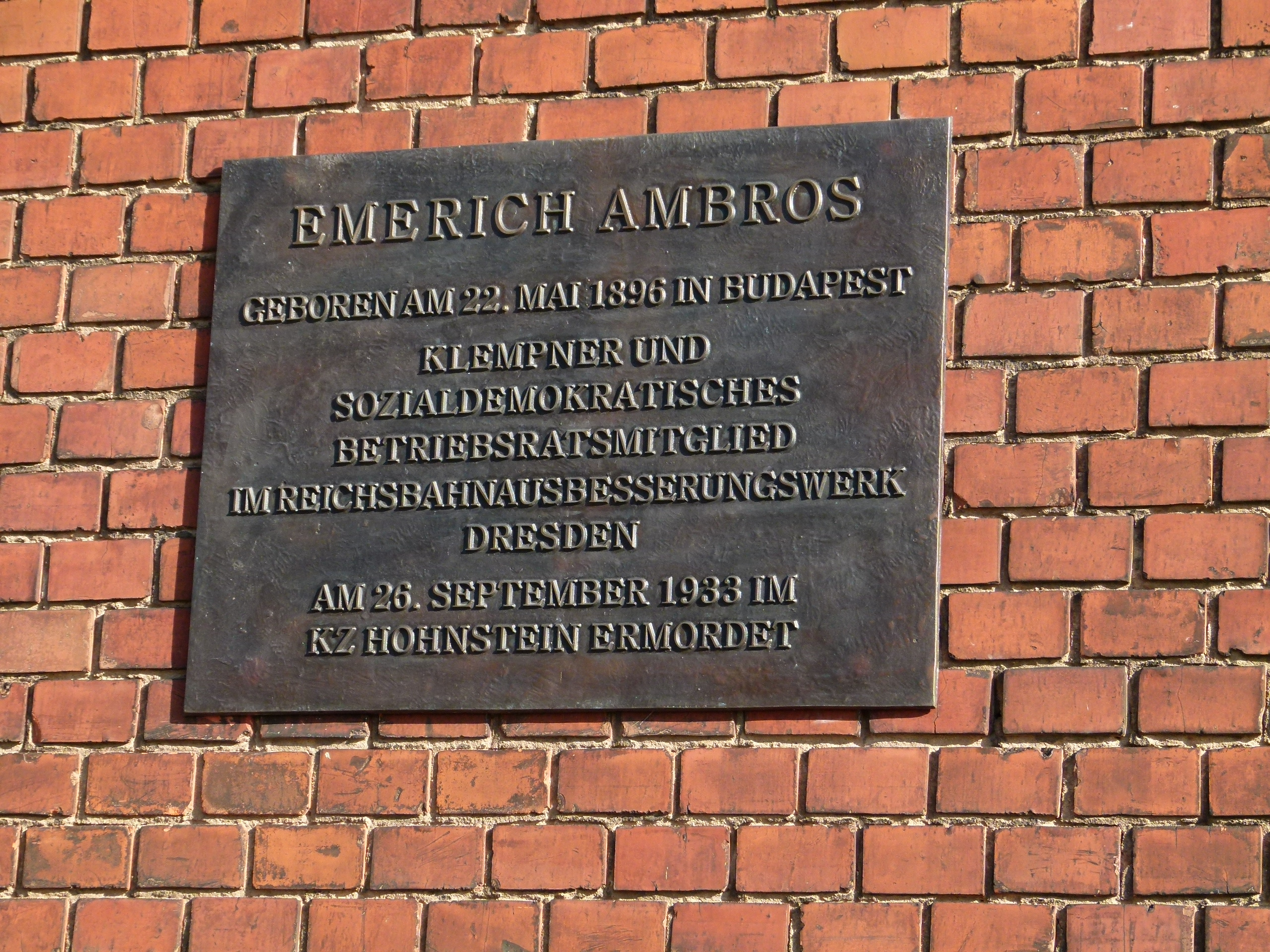
Gedenktafel für Emerich Ambros am ehemaligen RAW Dresden-Friedrichstadt

- Emerich Ambros (1896–1933), ungarisch-deutscher Antifaschist, 1933 im KZ Hohnstein ermordet
- Willy Anker (1885–1960), Politiker und Widerstandskämpfer, SPD-Mitglied
- Wolfgang Bergold (1913–1987), Widerstandskämpfer, Botschafter der DDR in der Demokratischen Republik Vietnam
- Peter Blachstein (1911–1977), Politiker (SPD), Botschafter der Bundesrepublik Deutschland in Jugoslawien (1968–1969)
- Rudolf Brückner-Fuhlrott (1908–1984), Maler und Bildhauer
- Wilhelm Dieckmann (1902–1934), Widerstandskämpfer, Mitglied der Roten Bergsteiger
- Herbert Ebersbach (1902–1984), Maler
- Emil Georg Fichtner (1885–1938), Bürgermeister von Seifhennersdorf[8]
- Karl Friedemann (1906–2000), Widerstandskämpfer und Arbeiterfunktionär, Ehrenbürger von Dresden
- Eugen Fritsch (1884–1933), SPD-Politiker, Widerstandskämpfer, 1933 im KZ Hohnstein ermordet[9]
- Helmut Gansauge (1909–1934), Mitglied der Roten Raketen und der Vereinigten Kletterabteilung
- Konrad Hahnewald (1888–1962), Leiter der Jugendburg Hohnstein von 1925 bis 1933. Er gilt als erster Häftling des Konzentrationslagers Hohnstein.
- Linus Hamann (1903–1985), Politischer Leiter in der KPD
- Martin Hering (1879–1933), Widerstandskämpfer aus Struppen, in Hohnstein ermordet[10]
- Manfred von Killinger (1886–1944), Marineoffizier, SA-Angehöriger sowie sächsischer Ministerpräsident
- Kurt Krjeńc (1907–1978), sorbischer Kommunist und langjähriger Vorsitzender der Domowina
- Arno Lade (1892–1944), Arbeiterfunktionär, KPD-Mitglied
- Erich Langer (1903–1992), Bergsteiger und Naturfreunde-Funktionär
- Hermann Liebmann (1882–1935), Politiker (SPD)
- Reinhold Lochmann (1914–2008), Widerstandskämpfer, Mitglied im Kommunistischen Jugendverband Deutschlands
- Paul Macher (1891–1939), Politiker (SPD), Stadtrat und Finanzbeamter in Kamenz, gestorben an den Folgen der Haft
- Richard Mildenstrey (1884–1956), Politiker (KPD), Abgeordneter des Sächsischen Landtages
- Alfred Möbius (1907–1945), Bergsteiger aus Sebnitz, Mitglied der Naturfreunde
- Fritz, Oskar und Herbert Morche, Mitglieder einer antifaschistischen Familie aus Pirna
- Paul Rumpelt (1909–1961), KPD-Mitglied, Abteilungsleiter des Ministeriums für Staatssicherheit (Sicherung Haftanstalten)
- Ernst Heinrich Prinz von Sachsen (1896–1971), jüngster Sohn des letzten sächsischen Königs Friedrich August III.
- Richard Schäfer (1884–1945), Kommunalpolitiker
- Eva Schulze-Knabe (1907–1976), Malerin und Grafikerin, Mitglied der KPD
- Fritz Schulze (1903–1942), Maler und Widerstandskämpfer, KPD-Mitglied
- Georg Schwarz (1896–1945), Politischer Sekretär der KPD und Widerstandskämpfer
- Rudolf Stempel (1879–1936), Pfarrer, starb an den Folgen der 1934 erlittenen Folter im KZ Hohnstein; Märtyrer der Evangelischen Kirche
- Armin Walther (1896–1969), Widerstandskämpfer, Mitglied der SPD
- Arthur Weineck (1900–1944), Dresdner Arbeiterfunktionär und Widerstandskämpfer
- Arno Wend (1906–1980), Politiker (SPD)

## Gedenken

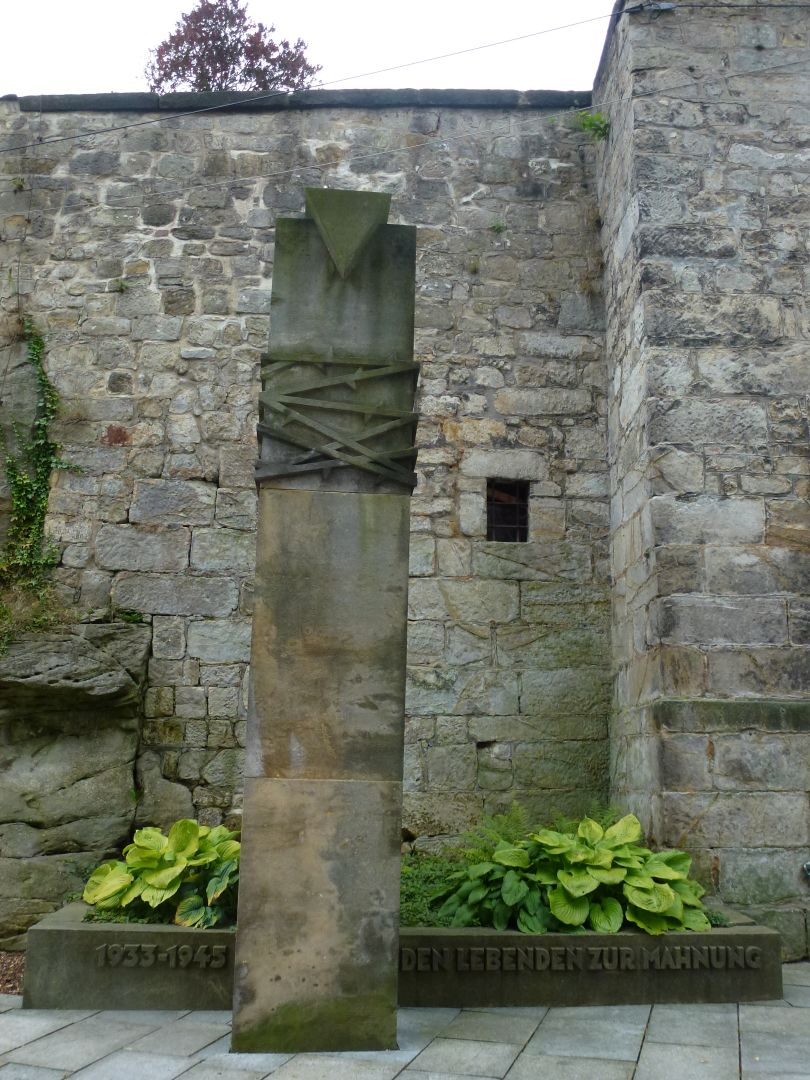
Gedenkstele von Wilhelm Landgraf (1961)

- Am 1. November 1952 wurde auf der Burg Hohnstein eine Gedenkstätte eröffnet. Im Jahr 1995 wurde diese Dauerausstellung geschlossen.
- Am 2. Juli 1961 wurde die noch heute existierende Gedenkstele von Wilhelm Landgraf im Beisein von ehemaligen Häftlingen eingeweiht.
- In Dresden wurde eine Straße nach Emerich Ambros benannt (Emerich-Ambros-Ufer). Am Haus Nummer 50 befindet sich eine Gedenktafel.
- In Dresden erinnert eine Gedenkstele an der Ecke Pillnitzer Straße/Gerichtsstraße an die Haftanstalt Mathildenstraße, von der aus Gefangene in das KZ Hohnstein gebracht wurden.
- In Pirna erinnert eine Gedenktafel von 1984 am alten Pirnaer Stadtgefängnis, der Fronfeste in der Schmiedestraße 8, an die Verfolgung politischer Systemgegner, die von dort aus in das KZ Hohnstein deportiert wurden.
- In Struppen (Hauptstraße 32) erinnert eine Gedenktafel an den 1933 im KZ Hohnstein ermordeten kommunistischen Hitlergegner Martin Hering (Widerstandskämpfer).
- In Weinböhla (Dresdner Straße) erinnert eine Tafel an Hellmut Türk, der 1933 im KZ Hohnstein ermordet wurde.
- Nach Rudolf Stempel ist in Riesa-Gröba die Rudolf-Stempel-Straße benannt sowie das Christliche Gymnasium „Rudolf Stempel“.
- Am 11. März 2023 wurde durch den AKuBiZ e. V. eine kleine Ausstellung im ehemaligen Frauenbunker eingerichtet. Sie erinnert auf 5 Tafeln an die Burggeschichte zwischen 1924 und 1945. Zur Einweihung kamen über 100 Gäste, auch Angehörige ehemaliger Häftlinge.